# Seleneto de bismuto

Seleneto de bismuto é um composto inorgânico de fórmula química Bi2Se3.É um pó cinza, semicondutor e material termoelétrico.  Enquanto se encontra em estado estequiométrico, o seleneto de bismuto deve ser semicondutor no intervalo de 0.3 eV. 